# كريسينت سيتي (كاليفورنيا)
كريسينت سيتي (بالإنجليزية: Crescent City)‏ هي إحدى مدن مقاطعة ديل نورتي، كاليفورنيا. تم إعطاءها لقب مدينة في 13 أبريل، 1854.

## التركيبة السكانية
حدّد مكتب تعداد الولايات المتحدة بيانات التركيبة السكانية لكريسينت سيتي في تعداد الولايات المتحدة. في ما يلي، التركيبة السكانية حسب تعدادي 2000 و2010.

### تعداد عام 2000
بلغ عدد سكان كريسينت سيتي 4,006 نسمة بحسب تعداد عام 2000، وبلغ عدد الأسر 1,578 أسرة وعدد العائلات 920 عائلة مقيمة في المدينة. في حين سجلت الكثافة السكانية 641 نسمة لكل كيلومتر مربع (1,660.2/ميل2). وبلغ عدد الوحدات السكنية 1,754 وحدة بمتوسط كثافة قدره 280.6 لكل كيلومتر مربع (726.8/ميل2).
وتوزع التركيب العرقي للمدينة بنسبة 78.33% من البيض و0.52% من الأمريكيين الأفارقة و6.09% من الأمريكيين الأصليين و4.62% من الأمريكيين ذوي الأصول الآسيوية و0.12% من سكان جزر المحيط الهادئ و4.27% من الأعراق الأخرى و6.04% من عرقين مختلطين أو أكثر و11.01% من الهسبانيون أو اللاتينيون من أي عرق.
بلغ عدد الأسر 1,578 أسرة كانت نسبة 38.9% منها لديها أطفال تحت سن الثامنة عشر تعيش معهم، وبلغت نسبة الأزواج القاطنين مع بعضهم البعض 33.4% من أصل المجموع الكلي للأسر، ونسبة 20.5% من الأسر كان لديها معيلات من الإناث دون وجود شريك، بينما كانت نسبة 4.4% من الأسر لديها معيلون من الذكور دون وجود شريكة وكانت نسبة 41.7% من غير العائلات. تألفت نسبة 35.8% من أصل جميع الأسر من عدة أفراد يعيشون في نفس المنزل ونسبة 13.6% كانت تتألف من شخص يعيش بمفرده يبلغ من العمر 65 عاماً أو أكثر. وبلغ متوسط حجم الأسرة المعيشية 2.40، أما متوسط حجم العائلات فبلغ 3.12.
بلغ العمر الوسطي للسكان 32.1 عاماً. وكانت نسبة 29.9% من القاطنين تحت سن الثامنة عشر، وكانت نسبة 10.6% بين الثامنة عشر والرابعة والعشرين عاماً، ونسبة 24.5% كانت واقعةً في الفئة العمرية ما بين الخامسة والعشرين والرابعة والأربعين عاماً، ونسبة 17.6% كانت ما بين الخامسة والأربعين والرابعة والستين، ونسبة 12% كانت ضمن فئة الخامسة والستين عاماً فما فوق. يوجد لكل 100 أنثى 82.8 ذكر، ويوجد لكل 100 أنثى في الثامنة عشر من عمرها فما فوق 77.7 ذكر.
بلغ متوسط دخل الأسرة في المدينة 20,133 دولارًا، أما متوسط دخل العائلة فبلغ 22,058 دولارًا. وكان متوسط دخل الذكور 36,667 دولارًا مقابل 19,922 دولارًا للإناث. وسجل دخل الفرد الخاص بالمدينة 12,833 دولارًا. وكانت نسبة 33.7% من العائلات ونسبة 34.6% من السكان تحت خط الفقر، وكان من هؤلاء نسبة 47% تحت سن الثامنة عشر ونسبة 4.8% في الخامسة والستين من العمر وما فوق.

### تعداد عام 2010
بلغ عدد سكان كريسينت سيتي 7,643 نسمة بحسب تعداد عام 2010، وبلغ عدد الأسر 1,707 أسرة وعدد العائلات 940 عائلة مقيمة في المدينة. في حين سجلت الكثافة السكانية 1,222.9 نسمة لكل كيلومتر مربع (3,167.3/ميل2). وبلغ عدد الوحدات السكنية 1,906 وحدة بمتوسط كثافة قدره 305 لكل كيلومتر مربع (789.9/ميل2).
وتوزع التركيب العرقي للمدينة بنسبة 66.10% من البيض و11.91% من الأمريكيين الأفارقة و4.84% من الأمريكيين الأصليين و4.36% من الأمريكيين ذوي الأصول الآسيوية و0.09% من سكان جزر المحيط الهادئ و9.11% من الأعراق الأخرى و3.60% من عرقين مختلطين أو أكثر و30.64% من الهسبانيون أو اللاتينيون من أي عرق.
بلغ عدد الأسر 1,707 أسرة كانت نسبة 32.7% منها لديها أطفال تحت سن الثامنة عشر تعيش معهم، وبلغت نسبة الأزواج القاطنين مع بعضهم البعض 30% من أصل المجموع الكلي للأسر، ونسبة 18.4% من الأسر كان لديها معيلات من الإناث دون وجود شريك، بينما كانت نسبة 6.7% من الأسر لديها معيلون من الذكور دون وجود شريكة وكانت نسبة 44.9% من غير العائلات. تألفت نسبة 36% من أصل جميع الأسر من عدة أفراد يعيشون في نفس المنزل ونسبة 13.4% كانت تتألف من شخص يعيش بمفرده يبلغ من العمر 65 عاماً أو أكثر. وبلغ متوسط حجم الأسرة المعيشية 2.38، أما متوسط حجم العائلات فبلغ 3.13.
بلغ العمر الوسطي للسكان 34.9 عاماً. وكانت نسبة 14.5% من القاطنين تحت سن الثامنة عشر، وكانت نسبة 12.2% بين الثامنة عشر والرابعة والعشرين عاماً، ونسبة 43.1% كانت واقعةً في الفئة العمرية ما بين الخامسة والعشرين والرابعة والأربعين عاماً، ونسبة 22.6% كانت ما بين الخامسة والأربعين والرابعة والستين، ونسبة 7.7% كانت ضمن فئة الخامسة والستين عاماً فما فوق. وتوزع التركيب الجنسي للسكان بنسبة 71.4% ذكور و28.6% إناث.

## المناخ
يظهر الجدول التالي التغييرات المناخية على مدار السنة لكريسينت سيتي:
| البيانات المناخية لـكريسينت سيتي  | البيانات المناخية لـكريسينت سيتي | البيانات المناخية لـكريسينت سيتي | البيانات المناخية لـكريسينت سيتي | البيانات المناخية لـكريسينت سيتي | البيانات المناخية لـكريسينت سيتي | البيانات المناخية لـكريسينت سيتي | البيانات المناخية لـكريسينت سيتي | البيانات المناخية لـكريسينت سيتي | البيانات المناخية لـكريسينت سيتي | البيانات المناخية لـكريسينت سيتي | البيانات المناخية لـكريسينت سيتي | البيانات المناخية لـكريسينت سيتي | البيانات المناخية لـكريسينت سيتي |
| الشهر                             | يناير                            | فبراير                           | مارس                             | أبريل                            | مايو                             | يونيو                            | يوليو                            | أغسطس                            | سبتمبر                           | أكتوبر                           | نوفمبر                           | ديسمبر                           | المعدل السنوي                    |
| --------------------------------- | -------------------------------- | -------------------------------- | -------------------------------- | -------------------------------- | -------------------------------- | -------------------------------- | -------------------------------- | -------------------------------- | -------------------------------- | -------------------------------- | -------------------------------- | -------------------------------- | -------------------------------- |
| الدرجة القصوى °ف (°م)             | 75 (24)                          | 78 (26)                          | 88 (31)                          | 86 (30)                          | 89 (32)                          | 91 (33)                          | 96 (36)                          | 95 (35)                          | 97 (36)                          | 93 (34)                          | 80 (27)                          | 80 (27)                          | 97 (36)                          |
| متوسط درجة الحرارة الكبرى °ف (°م) | 54.2 (12.3)                      | 55.1 (12.8)                      | 55.9 (13.3)                      | 57.6 (14.2)                      | 60.5 (15.8)                      | 62.9 (17.2)                      | 65.3 (18.5)                      | 65.7 (18.7)                      | 65.3 (18.5)                      | 62.0 (16.7)                      | 56.6 (13.7)                      | 53.7 (12.1)                      | 59.6 (15.3)                      |
| المتوسط اليومي °ف (°م)            | 46.9 (8.3)                       | 47.6 (8.7)                       | 48.4 (9.1)                       | 49.9 (9.9)                       | 52.8 (11.6)                      | 55.3 (12.9)                      | 57.8 (14.3)                      | 58.3 (14.6)                      | 56.9 (13.8)                      | 53.7 (12.1)                      | 49.3 (9.6)                       | 46.4 (8.0)                       | 51.9 (11.1)                      |
| متوسط درجة الحرارة الصغرى °ف (°م) | 39.7 (4.3)                       | 40.0 (4.4)                       | 40.8 (4.9)                       | 42.2 (5.7)                       | 45.2 (7.3)                       | 47.8 (8.8)                       | 50.4 (10.2)                      | 50.9 (10.5)                      | 48.4 (9.1)                       | 45.3 (7.4)                       | 42.0 (5.6)                       | 39.0 (3.9)                       | 44.3 (6.8)                       |
| أدنى درجة حرارة °ف (°م)           | 19 (−7)                          | 23 (−5)                          | 27 (−3)                          | 29 (−2)                          | 30 (−1)                          | 32 (0)                           | 36 (2)                           | 34 (1)                           | 33 (1)                           | 29 (−2)                          | 23 (−5)                          | 19 (−7)                          | 19 (−7)                          |
| معدل هطول الأمطار إنش (مم)        | 10.82 (275)                      | 8.92 (227)                       | 9.11 (231)                       | 6.34 (161)                       | 3.54 (90)                        | 2.01 (51)                        | 0.35 (8.9)                       | 0.57 (14)                        | 1.19 (30)                        | 4.51 (115)                       | 10.18 (259)                      | 13.70 (348)                      | 71.24 (1٬809٫9)                  |
| متوسط الأيام الممطرة              | 15.2                             | 12.6                             | 14.7                             | 11.6                             | 7.5                              | 4.8                              | 1.8                              | 2.7                              | 3.6                              | 7.7                              | 14.4                             | 15.2                             | 111.8                            |
| متوسط الأيام المثلجة              | 0.1                              | 0.1                              | 0.1                              | 0.0                              | 0.0                              | 0.0                              | 0.0                              | 0.0                              | 0.0                              | 0.0                              | trace                            | 0.1                              | 0.4                              |
| المصدر: NOAA                      |                                  |                                  |                                  |                                  |                                  |                                  |                                  |                                  |                                  |                                  |                                  |                                  |                                  |

## أعلام
- جوستين ميلر
- كودي هوفمان